# Sydenham (Nouvelle-Zélande)
Sydenham est un quartier de la cité de Christchurch, situé dans l'Île du Sud en Nouvelle-Zélande.

## Situation
Il est situé à 2 kilomètres au sud du centre de la cité de Christchurch et il s’étale autour de la principale rue de la cité, qui est la rue Colombo Street (en).
C’est un quartier de magasins de détail et plutôt résidentiel.

## Histoire

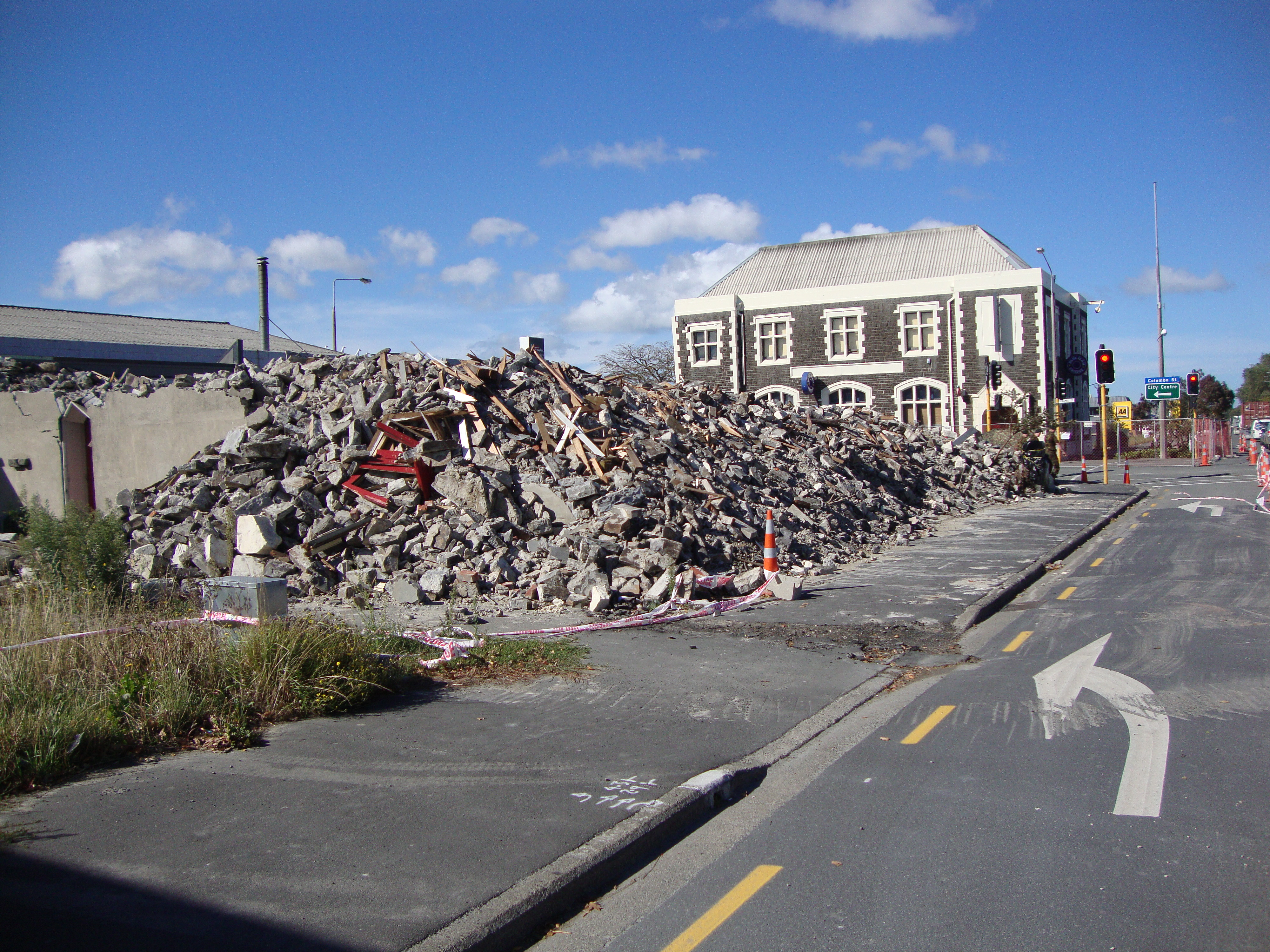
Église historique de Sydenham après sa démolition, avec en arrière plan le Post Office

Le borough de Sydenham fut fondé en 1876 et le maire, Charles Allison, plaida pour que la nouvelle localité soit nommée « Sydenham Borough Council » du fait du magasin de vaisselle du Prince Charles et des magasins chinois situés sur « Colombo Street » appelés "Sydenham House", d’après le magasin de vaisselle, dans le quartier de Londres nommé Sydenham,.
Le premier Conseil et le premier maire, ‘George Booth’, furent élus en 1877.
Le 31 mars 1903, le borough fut amalgamé avec la cité de Christchurch et devint un de ses quartiers.
À cette époque Sydenham avait déjà sa propre piscine, sa pompe à incendie, son cimetière et son terrain de jeux.
Un peu à part de la cité principale, Sydenham était le plus large des boroughs de Nouvelle-Zélande.

## Géographie

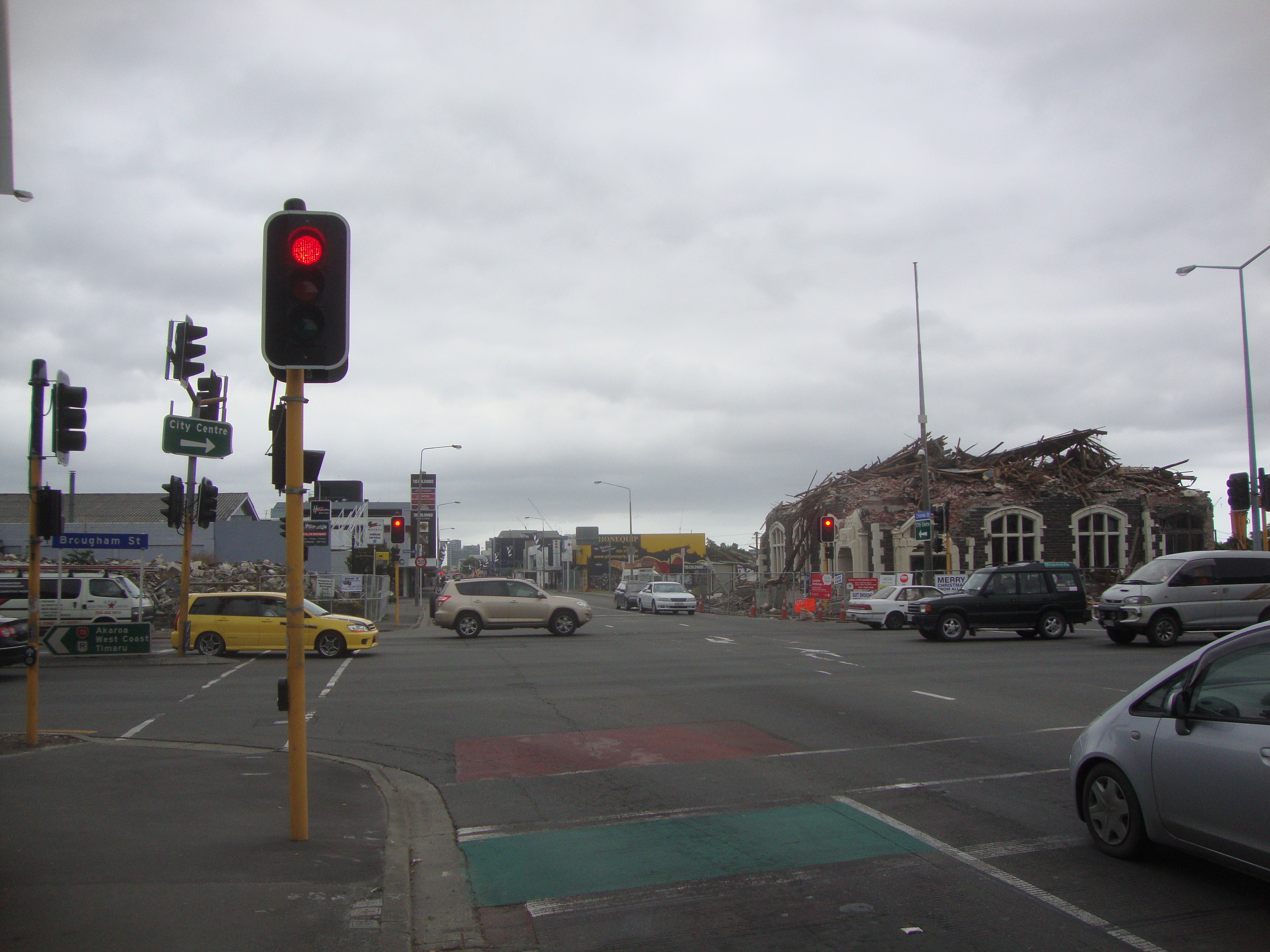
Entrée de Sydenham en décembre 2011, avec l’Héritage Church et le Post Office après sa démolition

La banlieue de Sydenham est séparée du centre de la cité par le ligne principale de l’îsle du sud (en) et l’Avenue ‘Moorhouse’, qui est en fait la route State Highway 73 (en) qui circule à travers la partie sud de Sydenham, dont la limite est « Tennyson Street ».

## Héritage immobilier
Sydenham possède un certain nombre de bâtiments historiques, enregistrés dans le cadre du New Zealand Historic Places Trust, dont certains sont pratiquement perdus ou ont été complètement démolis du fait des dégâts dus au séisme de février 2011 de Christchurch.
- Le magasin Loan and Mercantile Woolstore de Nouvelle-Zélande (en) de Durham Street est le seul bâtiment de Catégorie I[5].
- Venant à partir du sud : le bureau de poste de Sydenham[6] et le Sydenham Heritage Church (en) formaient une entrée dans l’allée commerciale située le long de ‘Colombo Street’, mais la démolition de l’église fut l’objet d’une controverse, peu après le tremblement de terre de février[7].
- La chapelle de la maison de (Nazareth House Chapel) est située à l’ouest du parc de Sydenham Park et le long d’un village de retraite[8].
- Blackheath Place ’ est formé de maisons en briques résidentielles en terrasses, qui sont plutôt inhabituelles en Nouvelle-Zélande[9].
- Trois cottages classés sont localisés dans ‘Shelley’ et ‘Tennyson Streets’[10],[11],[12].

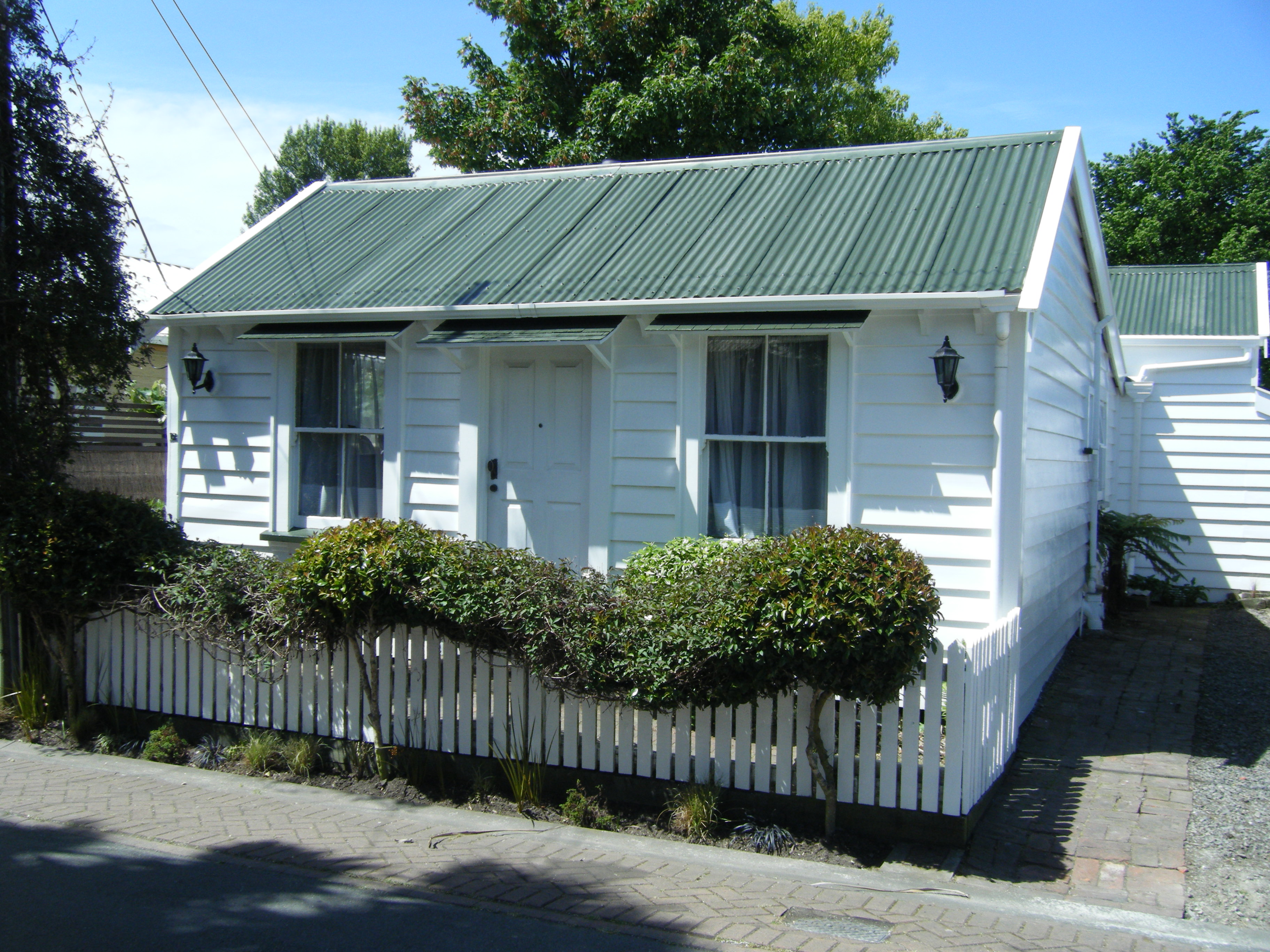
Ce cottage historique est typique des maisons des colons de Sydenham et de Christchurch. Elle fut construite en 1876 en bois de totara.

## Équipements sportifs
Le parc de Sydenham est situé au centre de la cité de Christchurch.
C’est le siège des terrains de sport du Sydenham Cricket, du Sydenham Hockey et du Sydenham Rugby.
Les clubs de ces trois sports ont une histoire glorieuse et ont fourni de nombreux joueurs pour leur équipe nationale, et en particulier
- Stephen Fleming (en) pour les Blackcaps,
- John Radovonich (en) pour les Black Sticks,
- Charlie Oliver (en) pour les All Blacks.